# Città di Maitland
La città di Maitland è una Local Government Area che si trova nel Nuovo Galles del Sud. Essa si estende su una superficie di 392 chilometri quadrati e ha una popolazione di 67.478 abitanti. La sede del consiglio si trova a Maitland.

## Curiosità
La città di Maitland viene citata dalla scrittrice australiana Colleen McCullough come il luogo in cui abita e vive in una fattoria uno dei protagonisti del suo noto romanzo L'altro nome dell'amore, successo editoriale del 1981.